# Parastathes moultoni
Parastathes moultoni är en skalbaggsart som först beskrevs av Aurivillius 1914.  Parastathes moultoni ingår i släktet Parastathes och familjen långhorningar. Inga underarter finns listade i Catalogue of Life.